# Monsun (Schiffstyp)
| Serie Faneos Typ Monsun      | Serie Faneos Typ Monsun                          |
| ---------------------------- | ------------------------------------------------ |
|                              |                                                  |
| Technische Daten (Überblick) |                                                  |
| Werft:                       | VEB Warnowwerft, Warnemünde                      |
| Vermessung:                  | 11.730 BRT / 7.294 NRT                           |
| Tragfähigkeit:               | 17.240 t                                         |
| Länge über Alles:            | 158,26 m                                         |
| Länge zwischen den Loten:    | 146,00 m                                         |
| Breite:                      | 23,05 m                                          |
| Seitenhöhe:                  | 13,40 m                                          |
| Tiefgang:                    | 10,18 m                                          |
| Antrieb:                     | 1× K8Z 70/120 E Dieselmotor auf 1× Festpropeller |
| Gesamtleistung:              | 8240 kW                                          |
| Geschwindigkeit:             | 18,6 Knoten                                      |
| Besatzung:                   | 32                                               |

Die Frachtschiffsserie Monsun, auch Serie Faneos genannt, ist ein Semicontainerschiffstyp der Warnowwerft.

## Geschichte

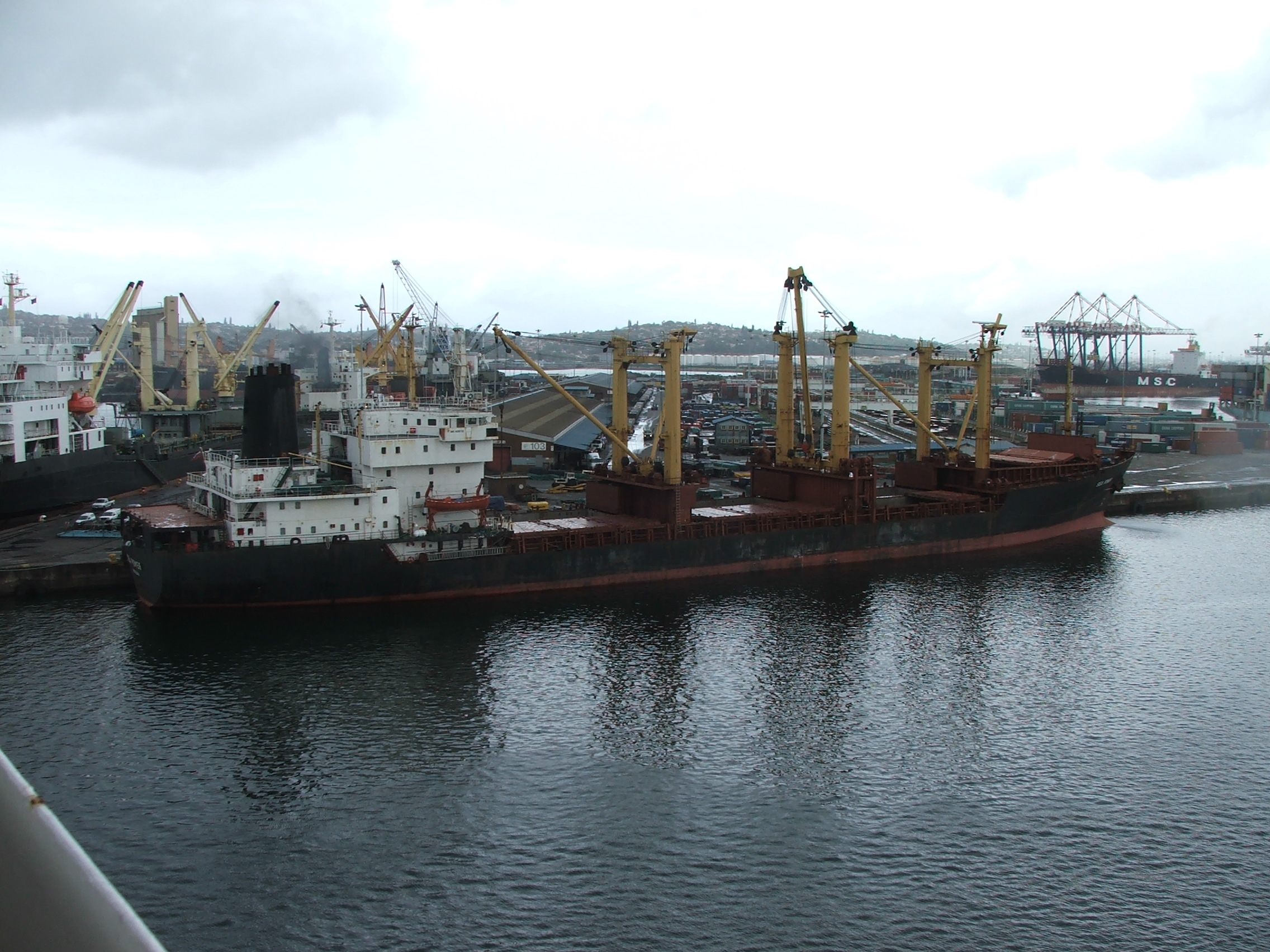
Sea Power, Typ Monsun in Durban

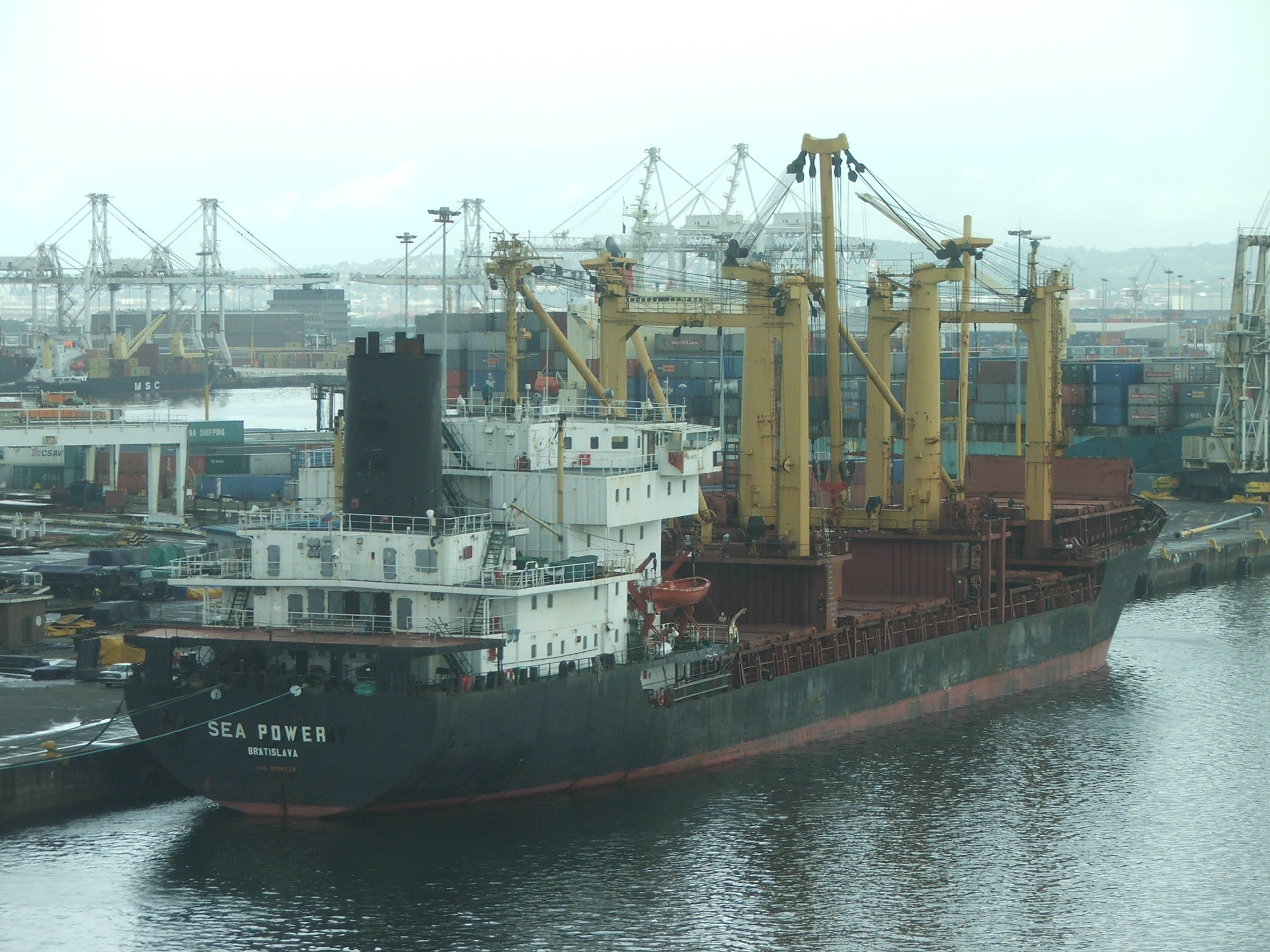
Sea Power, Typ Monsun in Durban

Hergestellt wurde die Serie von 1979 bis 1985 in 15 Einheiten. Vorgesehen sind die Schiffe vorwiegend für den kombinierten Transport von Stückgut und Containern, sowie Schwergut, aber auch Schüttgutladungen.
Erstes Schiff und Namensgeber der Serie war die am 14. November 1979 übergebene Faneos mit der Baunummer 241. Die in Monrovia beheimatete Faneos wurde zweimal umbenannt, bis 1999 betrieben und ab dem 26. Dezember 1999 in Alang abgebrochen.
Auch wenn zunächst mehrere Einheiten für die Deutsche Seereederei geplant waren, blieb die 1984 als zweitletztes Schiff der Baureihe abgelieferte Radebeul einziges DSR-Schiff dieser Serie.
Den Abschluss bildete die im März 1985 fertiggestellte Irini, die als Ruhland auf Kiel gelegt worden war.

## Technik
Angetrieben wurden die Schiffe von einem in MAN-Lizenz gefertigten 8240 kW Zweitakt-Dieselmotor des Typs K8Z 70/120 E des Herstellers VEB Dieselmotorenwerk Rostock, der direkt auf einen Festpropeller wirkt. Die Maschinenanlage ist für wachfreien Betrieb eingerichtet.
Die mit einem Wulstbug versehenen Rümpfe sind in Sektionsbauweise zusammengefügt.
Die vier gleich langen Laderäume mit einem Rauminhalt von 25.600 m³ Kornraum und 23.550 m³ Ballenraum verfügen über Zwischendecks und wurden mit mittschiffs geteilten Faltlukendeckeln verschlossen.
Es können 604 Container transportiert werden. Das Ladegeschirr besteht aus vier 5/10-Tonnen-Ladebäumen, vier 35-Tonnen-Ladebäumen sowie einem durchschwenkbaren 125-Tonnen-Schwergutbaum.

## Die Schiffe
| Die Schiffe des Typs Monsun (Auswahl) | Die Schiffe des Typs Monsun (Auswahl) | Die Schiffe des Typs Monsun (Auswahl) | Die Schiffe des Typs Monsun (Auswahl) | Die Schiffe des Typs Monsun (Auswahl) | Die Schiffe des Typs Monsun (Auswahl) | Die Schiffe des Typs Monsun (Auswahl)         | Die Schiffe des Typs Monsun (Auswahl) | Die Schiffe des Typs Monsun (Auswahl) |
| Objekt-/ Baunummer                    | IMO                                   | Name                                  | Ruf- zeichen                          | Stapellauf/ Indienststellung          | spätere Namen | Verbleib                                      | Bild                                  | Bemerkung |
| ------------------------------------- | ------------------------------------- | ------------------------------------- | ------------------------------------- | ------------------------------------- | --- | --------------------------------------------- | ------------------------------------- | --- |
| 241                                   | 7706835                               | Faneos                                |                                       | - 14. November 1979                   | 1986 Grigory Kozintsyev, 1997 Hamilton | Abbruch ab 26. Dezember 1999 in Alang         |                                       | |
| 242                                   | 7706847                               | Filon                                 |                                       | 20. Juni 1980 30. September 1980      | 1986 Pyotr Aleynikov, 1997 Karlina, 1999 Clio | Abbruch ab 24. Juni 2009 in Chittagong        |                                       | |
| 201                                   | 8200280                               | Durmitor                              |                                       | November 1981 29. Januar 1982         | 1999 Anais, 2006 Unitec | In Fahrt                                      |                                       | |
| 202                                   | 8212958                               | Lovcen                                |                                       | - 30. April 1982                      | 1999 Aegis, 2003 Anhui Hope, 2004 Ever Power, 2006 Pheaton | am 27. November 2008 in Shanghai ausgebrannt, |                                       | |
| 243                                   | 8218718                               | Wadai                                 |                                       | Mai 1982 31. August 1982              | 1983 Presidente Gonzales Videla, 1989 Santa Lucia, 1994 Pal Wind, 1996 Pride of Donegal, 1996 Lobo de Mar, 1999 Stathis, Selcon                                                   | unbekannt                                     |                                       | |
| 244                                   | 8225436                               | Wahehe                                |                                       | - 22. Dezember 1982                   | 1984 Woermann Wahehe, 1985 Tagama, 1989 Deppe America, 1989 Tagama, 2000 Matadi Bridge, 2008 Kety II, 2009 Kuk San                                                                | Februar 2014 an Alang, Abbruch                |                                       | |
| 245                                   | 8225448                               | Wangoni                               |                                       | 30. Dezember 1982 -                   | 1983 Presidente Ibanez, 1994 Theofano, 2006 Flotec | In Fahrt                                      |                                       | |
| 246                                   | 8120832                               | Athenian Spirit                       |                                       | 31. März 1983 30. Juni 1983           | 1983 Velho, 1986 Valentin Zolotaryev, 1992 Shearer, 1998 Antwerp Bridge, 2003 Sea Dream, 2005 Devon, -2007 Sea Breeze                                                             | In Fahrt                                      |                                       | |
| 247                                   | 8120820                               | Family Irini                          |                                       | 16. Juli 1983 19. Oktober 1983        | 1983 Woerman Wangoni, 1985 Giahara, 1986 Nedlloyd Cristobel, 1986 Webber’s Post, 1988 Ciudad de Buenaventura, 1991 New Hailong, 1995 Pearl Merchant, 2001 MSC Gabriella           | unbekannt                                     |                                       | |
| 255                                   | 8306632                               | Wadai                                 |                                       | 29. September 1983 29. Dezember 1983  | 1984 Woermann Wadai, 1986 Wadai, 1989 Hammonia, 1989 Wadai, 1989 Deppe Europe, 1990 Wadai, 2001 Luanda Bridge, 2007 Log Star, 2008 Ever Star                                      | Abbruch ab 5. Mai 2009 in Chittagong          |                                       | |
| 248                                   | 8218720                               | Eastern Moon                          |                                       | Dezember 1983 26. Januar 1984         | 1994 Rahim, 1986 Nedlloyd Amsterdam, 1989 Amsterdam, 1991 Sevastaki, 1992 CTE Cinta, 1994 Sevastaki, 1995 Industrial Champion, 1997 Torm Texas, 1998 Sevastaki 2004 Evi 2009 Suez | In Fahrt                                      |                                       | |
| 249                                   | 8218732                               | Canopus                               |                                       | - 28. Februar 1984                    | 1989 Rapel, 1990 Canopus, 1990 Presidente Gonzalez Videla, 1991 Canopus, 1995 Sea Eagle, 2003 Sea Destiny, 2005 Sea Power                                                         | In Fahrt                                      |                                       | |
| 250                                   | 8218744                               | Woermann Wameru                       |                                       | 31. Januar 1984 30. April 1984        | 1985 Montan, 1992 CSAV Rosario, 1993 CMBT Equator, 1997 Montan, 2003 Pacoda, 2007 Hua Hai, 2008 Hao Xing 1                                                                        | Abbruch ab 16. Mai 2009 in Alang              |                                       | Auf Kiel gelegt als Montan |
| 256                                   | 8422905                               | Radebeul                              | Y5BK                                  | 27. April 1984 20. August 1984        | ab 5. März 1994 DSR/TCA Livorno – 1994 zurück Radebeul – ab 16. Mai 1994 Industrial Advantage – 2001 Advantage – 2002 Fratzis M – 2003 Trubezh – November 2008 Terrisha           | Abbruch ab November 2010 in Alang             |                                       | Am 27. April 1984 ohne Namen vom Stapel gelaufen, da zum Verkauf angeboten. Am 20. August 1984 als Radebeul mit Baunummer 256 fertiggestellt und vier Tage später vom VEB Deutfracht/Seereederei Rostock in Dienst gestellt. Einziges an die DSR geliefertes Schiff.                     |
| 257                                   | 8501024                               | Irini                                 |                                       | 17. März 1984 19. März 1985           | 1985 Irini, 2003 Alice, 2007 Nicetec | Abbruch ab Mai 2011 in Chittagong             |                                       | Als Ruhland auf Kiel gelegt und für VEB Deutfracht / Seereederei Rostock vom Stapel gelassen und danach verkauft und als Irini an Irini Maritime Corp. Ltd., Monrovia (LBR), Ormos Compania Naviera S.A., Piräus übergeben. 2003 als Alice mit Heimathafen Valletta (Malta) registriert. |